# NGC 4639
NGC 4639是一個位於室女座的棒旋星系，距離地球約7000萬光年，是室女座星系團的成員星系之一。該星系中心有超大質量黑洞存在。
NGC 4639同時也是一個低光度活动星系核的典型例子，分類上屬於西佛1型星系。

## 距離量測
1990年6月天文學家在NGC 4639內發現Ia超新星SN 1990N。當時NGC 4639也是艾伦·桑德奇的團隊使用造父變星進行距離量測最遠的星系。桑德奇的團隊量測SN 1990N的光度峰值後與其他鄰近星系的Ia超新星光度峰值效正值做比較，確認Ia超新星量測是造父變星以外另一個可靠的宇宙距離量測工具，並且可量測距離較造父變星法遠數百倍。